# Нові Буди (Жирардовський повіт)
Нові Буди (пол. Nowe Budy) — село в Польщі, у гміні Радзейовиці Жирардовського повіту Мазовецького воєводства.
Населення — 132 особи (2011).
У 1975-1998 роках село належало до Скерневицького воєводства.

## Демографія
Демографічна структура станом на 31 березня 2011 року:
|          | Загалом | Допрацездатний вік | Працездатний вік | Постпрацездатний вік |
| -------- | ------- | ------------------ | ---------------- | -------------------- |
| Чоловіки | 60      | 7                  | 47               | 6                    |
| Жінки    | 72      | 17                 | 41               | 14                   |
| Разом    | 132     | 24                 | 88               | 20                   |